# Liste der Monuments historiques in Hem (Nord)
Die Liste der Monuments historiques in Hem (Nord) führt die Monuments historiques in der französischen Stadt Hem auf.

## Liste der Bauwerke
| Bezeichnung                                    | Beschreibung | Standort                          | Kennzeichnung | Schutzstatus | Datum | Bild |
| ---------------------------------------------- | ------------ | --------------------------------- | ------------- | ------------ | ----- | ---- |
| Kapelle Ste-Thérèse-de-l’Enfant-Jésus-Ste-Face | Erbaut 1956  | Hempempont Rue de Croix (Lage)    | PA00135484    | Classé       | 2012  |      |
| vier niedrige gekalkte Backsteinhäuser         |              | Hempempont 14 rue de Croix (Lage) | PA00135483    | Inscrit      | 1995  |      |

## Liste der Objekte
- Monuments historiques (Objekte) in Hem (Nord) in der Base Palissy des französischen Kultusministeriums